# Valdina de Oliveira Pinto
Valdina de Oliveira Pinto conocida como Makota Valdina (Salvador de Bahía, 15 de octubre de 1943 - 19 de marzo de 2019) fue una educadora, líder comunitaria y religiosa brasileña, defensora de la preservación de las raíces africanas. Destacó por su militancia en la libertad religiosa y fue portavoz de las religiones de matriz africana, de los derechos de las mujeres y de las poblaciones negras. Makota es un título religioso que la reconoce como auxiliar directa de Mãe de Santo do Terreiro de candomblé Tanuri Junçara.

## Biografía
Nació en el barrio Engenho Velho da Federação, un barrio de Salvador de Bahía en el que desarrolló sus acciones educativas. Tuvo una infancia y una juventud feliz explica en el documental sobre Makota Valdina estrenado en junio de 2019 poco después de su muerte.
Egresó en 1962 en el Instituto Educacional Isaías Alves (IEIA), actual ICEIA sin embargo, antes de recibir el título de profesora ya había creado el primer curso de alfabetización para adultos en la comunidad. Impartió clases en la Asociación Vecinal del Barrio, en colegios y hasta en su propia casa. Por su papel en la comunidad a través de un enfoque educativo, fue invitada a enseñar portugués en las Islas Vírgenes a un grupo de extranjeros que vendrían a Brasil para el Cuerpo de Paz. Fue allí cuando recibió la propuesta de trabajar en el desarrollo de las comunidades.
Valdina asegura que desde pequeña tuvo siempre una inclinación para la vivencia religiosa y fue catequista. A principios de los años 70 abandonó el catolicismo y en 1975 se inició en la religión afro-brasileña candomblé. En Terreiro Tanuri Junsara, dirigido por Elizabeth Santos da Hora, fue confirmada para el cargo de Makota – asesora de Nengua inquice (Mãe-de-Santo). Con la iniciación, recibió su nombre de origen africano, convirtiéndose en Makota Zimeuanga.
"Había muchos antropólogos, etnólogos y académicos que nos estudiaban. En aquella época comenzaba a sentir que no quería ser objeto de estudio. Saber si queríamos divulgar las informaciones, las cosas hacia fuera o si queríamos guardar todo aquello para nosotros".
Con la religión  candomblé asumió la lucha ambientalista a partir de una visión religiosa. 
Fue miembro del Consejo Estatal de Cultura de Bahía. Desempeñó la función religiosa de Makota (asistente de la madre del santo) de Terreiro Nzo Onimboiá, en el barrio donde nació y creció, Engenho Velho da Federação.
Desde la década de 1970, Valdina se implicó en la lucha contra la intolerancia religiosa y el racismo.
En febrero de 2003 fue la portavoz de las religiones de matriz africana de Salvador en una reunión con el nuevo Ministro de Cultura, Gilberto Passos Gil Moreira, y fue una de las representantes del Movimiento contra la Intolerancia Religiosa en Brasilia.
En 2013, lanzó el libro Meu Caminho, Meu Viver, durante un evento en el Forte da Capoeira, en el Largo Santo Antônio Além do Carmo, en Salvador. El mes elegido para el lanzamiento de la obra simbolizó la muerte de Zumbi dos Palmares, representante de la resistencia negra a la esclavitud en Brasil. Makota dijo que esperaba que el libro motivara a la gente a registrar sus historias, especialmente a los negros. “La historia de vida de cada persona negra es parte de una historia colectiva que muchos aún deben conocer verdaderamente”, escribió.
Falleció en la madrugada del 19 de marzo de 2019. Según su familia, Macota llevaba un mes internada en el Hospital Teresa de Lisieux en Salvador. Habría ingresado en la unidad con dolor provocado por cálculos renales, pero durante la hospitalización le encontraron un absceso en el hígado. Sufrió un paro cardiorrespiratorio, entró en coma y no sobrevivió. Su cuerpo fue enterrado en el cementerio Jardim da Saudade en el barrio de Campinas de Brotas.

### Mi caminar, mi vivir
En 2013 publicó un libro autobiográfico, Meu caminhar, meu viver con el objetivo de fortalecer la Conciencia Negra. En uno de sus textos dice:
“No debemos avergonzarnos de nuestros orígenes e ir en busca de la historia que aún no se ha escrito, de los valores que es necesario rescatar en el sentido de construir un mundo futuro, con justicia, equilibrio y armonía en el frente a su diversidad étnica, cultural y social; tiene que empezar desde donde estamos en el mundo”.
El libro se presentó el 26 de noviembre en Forte da Capoeira en Largo de Santo Antônio Além do Carmo con el apoyo de la Secretaría de Promoción de la Igualdad de Racial del Estado de Bahía (Sepromi) y de la Secretaría de Políticas para las Mujeres (SPM).

## Publicaciones
- Meu caminhar, meu viver (2013)
- Afro-Brazilian Religion, Resistance and Environmental Ethics. (2016) Autoría: Valdina Oliveira Pinto, Rachel E. Harding and Rachel E. Harding en Worldviews: Global Religions, Culture, Ecology. Vol. 20, No. 1, Special Issue: Ecowomanism: Earth Honoring Faiths (2016), pp. 76-86 (11 pages)[9]

## Frases
- "es preciso ser sujeto de la historia y no objeto"[8]
- "la historia de vida de cada negro forma parte de una historia colectiva que todavía debe ser verdaderamente conocida"[8]
- “no soy descendiente de esclavos, sino de seres humanos esclavizados”[10][11]

## Documentales
En 2005 se presentó el documental Makota Valdina - Um jeito Negro de Ser e Viver  (Una Manera Negra de Ser y Vivir) dirigido por Joyce Rodrigues sobre la presencia africana en Brasil y los modos de ser y vivir de las culturas afrodescendientes, narrando la vida de Valdina Pinto de Oliveira. El documental recibió el primer Premio Palmares de Comunicación, de la Fundación Cultural Palmares, en la categoría Programas de Radio y Video en 2005.
En junio de 2019 se estrenó el documental Makota Valdina (92') dirigido por Pedro Aspahan y César Guimarães que recoge su testimonio y trayectoria de vida.
En 2020 se estrenó el documental Danças Negras (72') dirigido por João Nascimento y Firmino Pitanga sobre la importancia de las artes negras en el proceso de emancipación y descolonización sociocultural en Brasil que recoge declaraciones inéditas sobre la cultura negra y la contemporaneidad, en un ambiente marcado por una tradición racista y esclavista.

## Premios y reconocimientos
Durante los más de cincuenta años de enseñanza y actividades a favor de la preservación del patrimonio cultural afrobrasileño, recibió varias condecoraciones, como el Trofeo Clementina de Jesús (UNEGRO), Trofeo Ujaama, Medalla María Quitéria y Maestro Popular del Saber y Premio Grassroots Wisdom Master de la Fundación Gregorio Mattos.